# Podnoszenie ciężarów na Letnich Igrzyskach Olimpijskich 1932
Podnoszenie ciężarów na X Letnich Igrzyskach Olimpijskich 1932 w Los Angeles odbyło się w dniach 30 – 31 lipca w hali Grand Olympic Auditorium. W zawodach wzięło udział 29 sztangistów (tylko mężczyzn) z 8 krajów. W tabeli medalowej najlepsi okazali się reprezentanci Francji z trzema złotymi medalami.

## Galeria

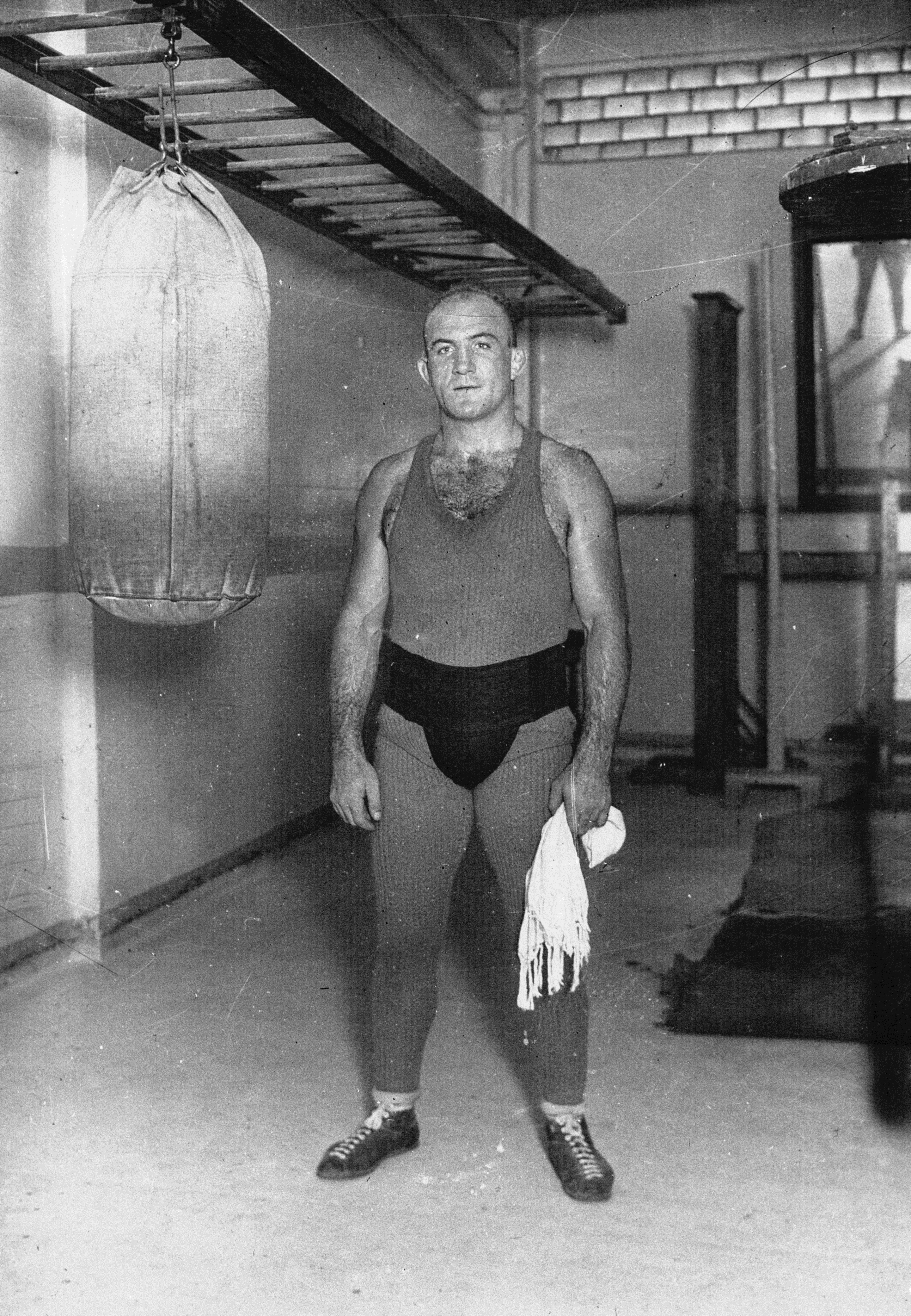
Raymond Suvigny – mistrz olimpijski w wadze piórkowej
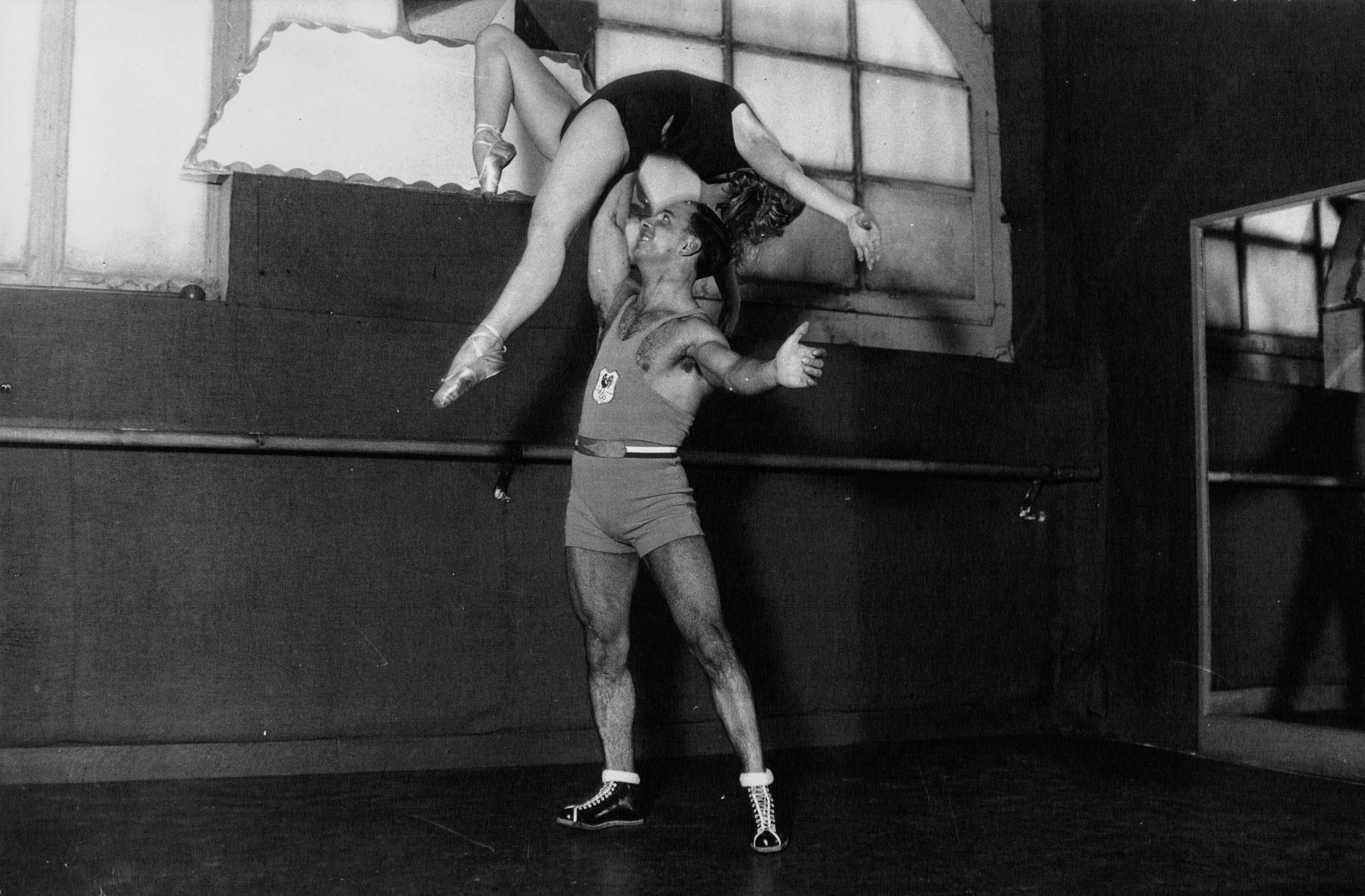
René Duverger – mistrz olimpijski w wadze lekkiej
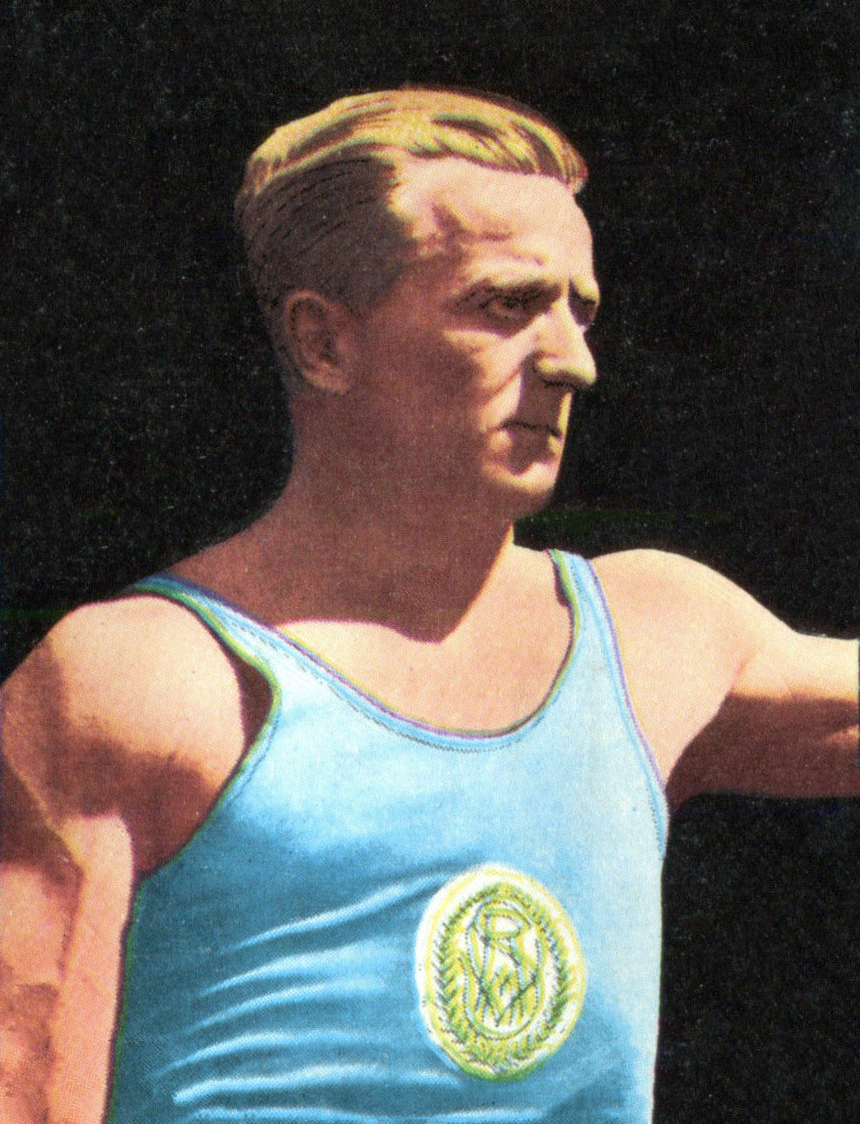
Rudolf Ismayr – mistrz olimpijski w wadze średniej
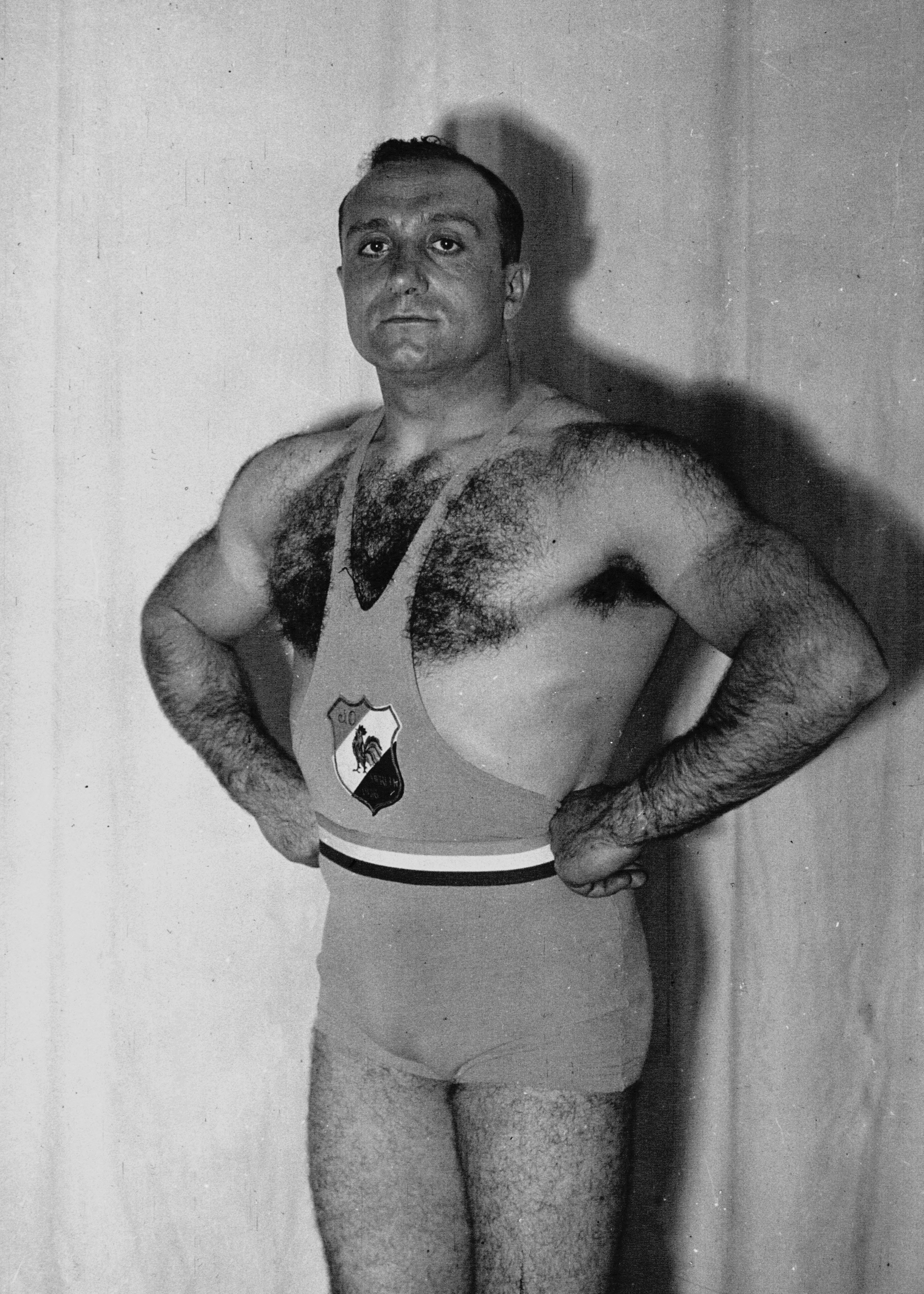
Louis Hostin – mistrz olimpijski w wadze półciężkiej
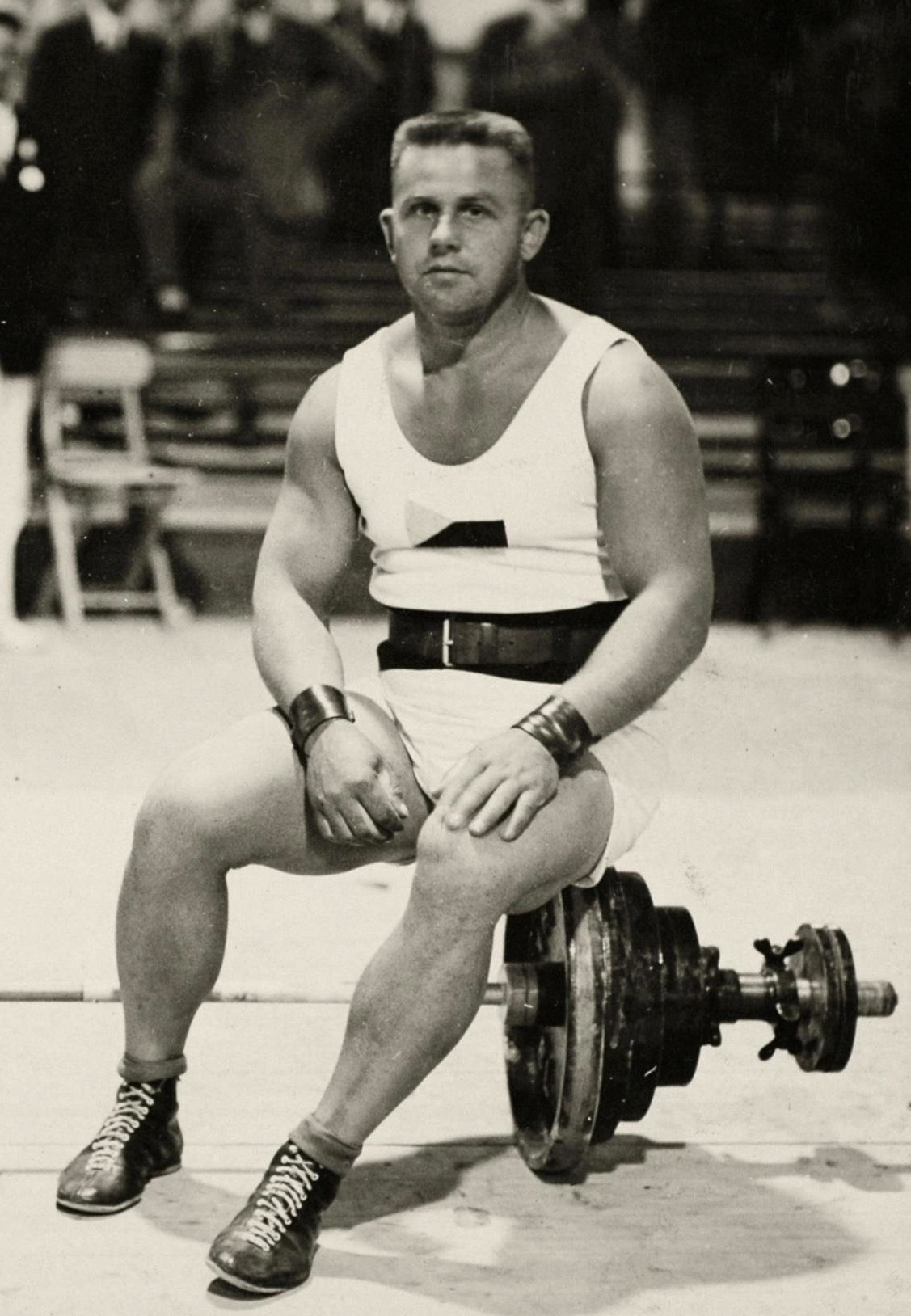
Jaroslav Skobla – brązowy medalista w wadze ciężkiej

## Medaliści
| Konkurencja                   | Złoto           | Wynik | Srebro           | Wynik | Brąz              | Wynik |
| Waga piórkowa (60 kg)         | Raymond Suvigny | 287,5 | Hans Wölpert     | 282,5 | Anthony Terlazzo  | 280,0 |
| Waga lekka (do 67,5 kg)       | René Duverger   | 325,0 | Hans Haas        | 307,5 | Gastone Pierini   | 302,5 |
| Waga średnia (do 75 kg)       | Rudolf Ismayr   | 345,0 | Carlo Galimberti | 340,0 | Karl Hipfinger    | 337,5 |
| Waga półciężka (do 82,5 kg)   | Louis Hostin    | 365,0 | Svend Olsen      | 360,0 | Henry Duey        | 330,0 |
| Waga ciężka (powyżej 82,5 kg) | Jaroslav Skobla | 380,0 | Václav Pšenička  | 377,5 | Josef Straßberger | 377,5 |

## Klasyfikacja medalowa
| Klasyfikacja medalowa | Klasyfikacja medalowa | Klasyfikacja medalowa | Klasyfikacja medalowa | Klasyfikacja medalowa | Klasyfikacja medalowa |
| --------------------- | --------------------- | --------------------- | --------------------- | --------------------- | --------------------- |
| Miejsce               | Reprezentacja         | Złoto                 | Srebro                | Brąz                  | Razem                 |
| 1.                    | Francja               | 3                     | 0                     | 0                     | 3                     |
| 2.                    | Niemcy                | 1                     | 1                     | 1                     | 3                     |
| 3.                    | Czechosłowacja        | 1                     | 1                     | 0                     | 2                     |
| 4.                    | Austria               | 0                     | 1                     | 1                     | 2                     |
| 4.                    | Włochy                | 0                     | 1                     | 1                     | 2                     |
| 6.                    | Dania                 | 0                     | 1                     | 0                     | 1                     |
| 7.                    | Stany Zjednoczone     | 0                     | 0                     | 2                     | 2                     |